# Hanna Hallberg-Norlind
Beata Johanna (Hanna) Henrika Laurentia Hallberg-Norlind, tidigare Hallberg, född 14 juli 1858 i Landskrona församling, Malmöhus län, död 24 januari 1929 i Lund, var en svensk tonsättare, organist, pianist, sångpedagog och körledare. Hon var dotter till musikdirektören Bengt Wilhelm Hallberg (1824–1883) och Eva Beata Cecilia Hallberg, född Schuwert (1824–1898).

## Biografi
Hanna Hallberg föddes 14 juli 1858 i Landskrona församling, Malmöhus län. Hallberg studerade vid Kungliga Musikkonservatoriet i Stockholm från 1878. Hon studerade piano för Hilda Thegerström och orgel för August Lagergren. Hon studerade vidare vid konservatoriet i Leipzig för Carl Piutti, Theodor Coccius och Salomon Jadassohn. Därefter återvände hon till Sverige och undervisade i sång i Lund och Landskrona.
År 1891 blev Hanna Hallberg-Norlind organist i Allhelgonakyrkan i Lund och grundade med sin man, Nils Peter Norlind, N.P. Norlinds musikskola. År 1909 var hon med och grundade Sydsvenska musikkonservatoriet i Lund och från 1912 var hon dess föreståndare. Makarna Norlind är begravda på Norra kyrkogården i Lund.

## Verk
- Sex sånger med piano
- Fem sånger för små och stora barn
- Hymn sjungen vid barndopet i Landskrona kyrka
- Ro för den arme, ro för den brutne, solosång till text av Ida Granqvist
- Bönedagshymn för blandad kör med orgelbeledsagning
- Reformationshymn för blandad kör med orgelbeledsagning
- Bröllopshymn till boktryckare Håkan Theodor Olssons bröllop d. 10/6 1915 till text av P. Nilsson
- Hymn sjungen vid Rektor Ch. Svanborgs 50 årsjubileum den 20 oktober 1916  för blandad kör till text av Selma Lagerlöf
- Ej med klagan skall ditt minne firas, hymn för blandad kör sjungen vid Överste C.H. Norlanders jordfästning den 15 november 1916 till text av Johan Ludvig Runeberg